# السلطان حسين الكسنزان
الشيخ حسين الكسنزان المعروف بالسلطان حُسين هو أحد شيوخ الطريقة الكسنزانية ولد في عام 1885م في كردستان العراق، السليمانية في قرية (بالكردية: كربچنة)‏ وقد تربى تربية دينية ولُقب بسلطان الجبال لحبهِ الجبال والتنقل فيها وكثرة دخوله الخلوات في الجبال، توفي الشيخ حُسين في عام 1939م.

## حياته
ولد الشيخ حسين في قرية كربجنة في كردستان العراق عام 1885م درسَ الفقه والشريعة والقرآن الكريم منذ صغره، قاد الشيخ حسين العديد من المعارك ضد الجيش الروسي الذي هاجم من إيران في الحرب العالمية الأولى، وكذلك ضد الأستعمار البريطاني وأدى ذلك لقيام الجيش البريطاني بأرسال حملة عسكرية لقرية كربجنة مما أدى لهجرته مع أبيه الشيخ عبد القادر.

## نسبه
هو الشيخ حسين بن عبد القادر بن عبد الكريم الشاه الكسنزان بن حسين بن حسن بن عبد الكريم بن إسماعيل الولياني بن محمد النودهي بن بابا علي الوندرينه بن بابا رسول الكبير بن عبد الثاني بن عبد الرسول بن قلندر بن عبد السيد بن عيسى الأحدب بن السيد حسين بن بايزيد بن عبد الكريم الأول بن عيسى البرزنجي بن بابا علي الهمداني بن يوسف الهمداني بن محمود المنصور بن عبد العزيز بن عبد الله بن إسماعيل المحدث بن الإمام موسى الكاظم بن الإمام جعفر الصادق بن الإمام محمد الباقر بن الإمام علي السجاد بن الإمام الحسين بن الإمام علي بن ابي طالب والسيدة فاطمة الزهراء بنت النبي مُحمد صلى الله عليه وسلم.

## بعد وفاته
بعد وفاتهِ في عام 1939م خلفهُ أخاهُ وجلسَ على سجادة المشيخة الشيخ عبد الكريم الثاني الكسنزان المُلقب ب أبا مُحمد.